# Skurkloss

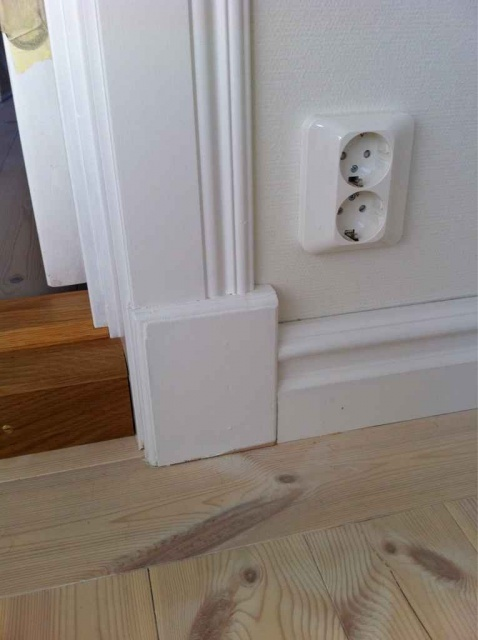
Skurkloss, i skarv mellan dörrfoder och golvlist

Skurkloss, även kallad foderkloss eller sopkloss, är den nedersta omkring en decimeter höga utbytbara delen av ett dörrfoder.

## Historia
Skurklossen har inte samma profil som dörrfodret och detta har föranlett flera spekulationer i modern tid. Funktionen hos klossen är okänd och omdiskuterad. Skurklossar är dock mycket vanliga i gamla hus.
Funktionen har påståtts vara att skurklossen ska vara utbytbar då den slits när golven skuras. Det är av denna teori klossen fått sitt namn. 
Andra källor hävdar att konstruktionen med så kallad mullbänk som isolering i golv, det vill säga uppskottad jord direkt mot golvvirkets undersida för att stoppa kylan innebar att golven regelbunden måste brytas upp för att byta ut rötskadade delar. Därvid behövde foderlister aldrig demonteras om man använde skurklossar.
Ytterligare förklaring är av rent estetisk natur. Foderlisten bildar ett intryck av en bärande pelare som bär upp valvet över dörröppningen. Skurklossen utgör då pelarens bas enligt klassisk arkitektur.
Det är svårt att foga ihop och avsluta olika typer av lister på ett snyggt sätt, skurklossen löser även detta problem.